# 金城温古録
金城温古録（きんじょうおんころく）とは、江戸時代後期における名古屋城の諸施設や植生、城内の規制や慣習、手続きなど、有形無形の事柄を詳細にまとめた資料である。「温故録」と紹介されることがあるが、「温古録」が正しい。

## 成立過程
文政年間（1818年～1830年）、尾張藩はかねて個人的に古記録や古文書の収集を行っていた掃除中間頭本役・奥村得義（1793年 - 1862年）に対し、名古屋城詳細調査と古記録保存の藩命を下した。この時の藩主は10代・徳川斉朝と思われる。奥村は10年以上にわたって城内を隈なく調査、かつスケッチし、また各種手続き方や慣習などを書き留め、天保13年（1842年）から執筆を開始、万延元年（1860年）に前編に相当する4編31巻を完成させ、15代藩主・徳川茂徳に上程した。これらは明治元年（1868年）に愛知県に接収され、後に尾張徳川家に払い下げられた。
得義の没後、編纂は得義の養子である奥村定（1836年 - 1918年）により継続されたが明治維新により一旦中止され、未完の草稿本は愛知県に接収。後になって奥村家ではなく尾張徳川家に払い下げられた。またその後、定による編纂が再開され、明治35年（1902年）に残りの清書が完了、尾張徳川家に献納されている。これらは現在、尾張徳川家本と呼ばれる。
また、この清書全巻は奥村家にも家蔵本（奥村家本）として残された。定は明治41年（1908年）より『名古屋市史』の編纂に関わったことから家蔵本をさらに校訂、翌明治42年（1909年）に全10編64巻54冊を名古屋市に寄贈した。これは現在名古屋市史資料本などとも呼ばれる。

## 記載内容
内容は厳格なまでに忠実な描写と詳細な記述に終始しており、名古屋城の全盛期を正確かつ詳細に知ることができる。
- 櫓・門・土塀、石垣・御殿・土蔵・番所など、すべての土木建築物の詳細外観図
- 井戸・水汲み桶など、城内で用いる工作物や道具の図、各種寸法
- 樹木、芝、白砂、栗石などの地表面の状態
- 城内での規制、作法、慣習などの記載
  - （例-1）毎年夏の土用5～6日目の晴の2日間に、井戸から1日桶100杯ずつ汲み上げる風習があった
  - （例-2）天保11年（1840年）、12代藩主・徳川斉荘が、上記の水を茶の用として江戸へ取り寄せた
  - （例-3）井戸に物を落とした時、処置をするのは作事方の仕事であった
  - （例-4）城門や櫓の扉の開閉の仕方や管理方法
  - （例-5）番所における勤務方法
  - （例-6）御殿内での通行の方法
- 四神相応について以下の記述。
  - 「名府御城の如きは、道を四道に開かれて、四方より人民輻湊する事、恰も天下の城の如く十里に嶮地を置き、東は山、南は海、西北は木曾川あり、その中間、三五里を隔て要害設し給ふ（中略）、先は東は八事山の砦柵、西は佐屋、清州の陣屋（中略）、城、場、郭の三を備へ、四神相応の要地の城とは、これを申奉るなるべし」

## 現在
尾張徳川家本は名古屋市蓬左文庫に、名古屋市史資料本は名古屋市鶴舞中央図書館に、また奥村家本は後に岩崎久弥の手を経て東洋文庫に所蔵されている。